# Arsinoe IV
Arsinoe IV (ur. po roku 69 p.n.e., prawdopodobnie ok. 68 p.n.e./ 67 p.n.e. lub 63 p.n.e., zm. ok. 41 p.n.e.) – królowa Egiptu z woli wojska i ludu Aleksandrii w 48 p.n.e., córka Ptolemeusza XII, matki nie znamy (choć niektórzy podają tu Kleopatrę V Tryfajny). Była siostrą Kleopatry VII, Ptolemeusza XIII, Ptolemeusza XIV, Bereniki IV i Kleopatry VI Tryfajny.
Została uwięziona wraz z rodzeństwem przez Juliusza Cezara w czasie oblężenia dzielnicy pałacowej Aleksandrii przez wojska Achillasa podczas wojny aleksandryjskiej. Zdołała uciec z pałacu przy pomocy swojego opiekuna Ganimedesa. Ogłoszona królową faktycznie oddała ster rządów Ganimedesowi. Po uwolnieniu Ptolemeusza XIII przez Cezara została odsunięta od władzy. Po zwycięstwie Cezara wzięła udział w triumfie zwycięzcy w Rzymie w 46 p.n.e. jako jeniec. Dzięki współczuciu Rzymian uniknęła śmierci, a nawet odzyskała wolność. Cezar udzielił jej pozwolenia na wyjazd do prowincji Azji (obecnie Anatolia), gdzie znalazła schronienie w świątyni Artemidy w Efezie. Tam też została zamordowana, najprawdopodobniej w 41 p.n.e., przez Marka Antoniusza, na rozkaz swojej siostry Kleopatry VII. 